# وادي نميرة (الأردن)
وادي نميرة هو وادي في الأردن معروف بمضيقه العميق الذي يقطع الحجر الرملي. يطلق اسمها على أطلال العصر البرونزي الواقعة عند مصبها مع البحر الميت. يلقب الوادي أحيانًا بالمياه البتراء.

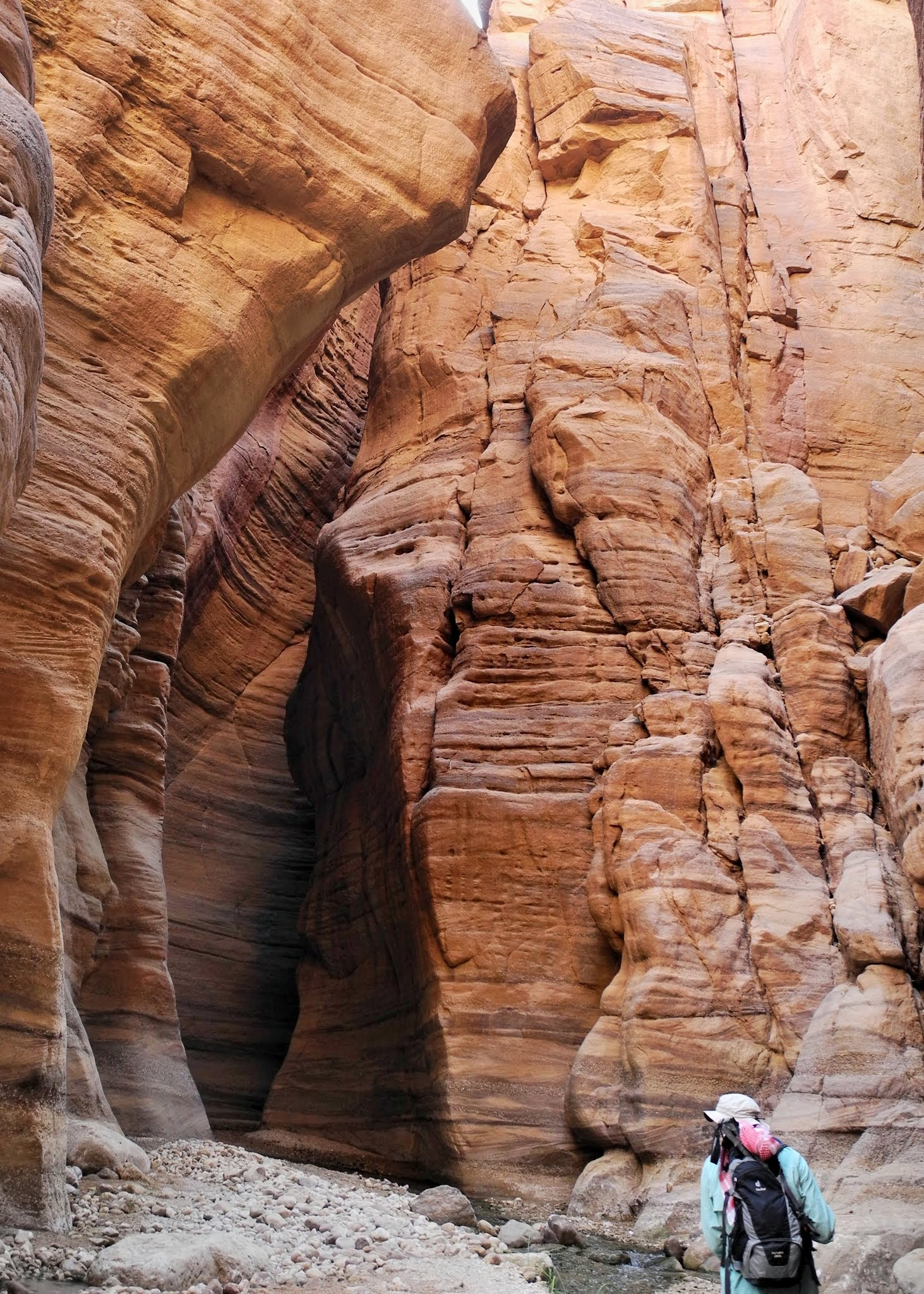
في السيق
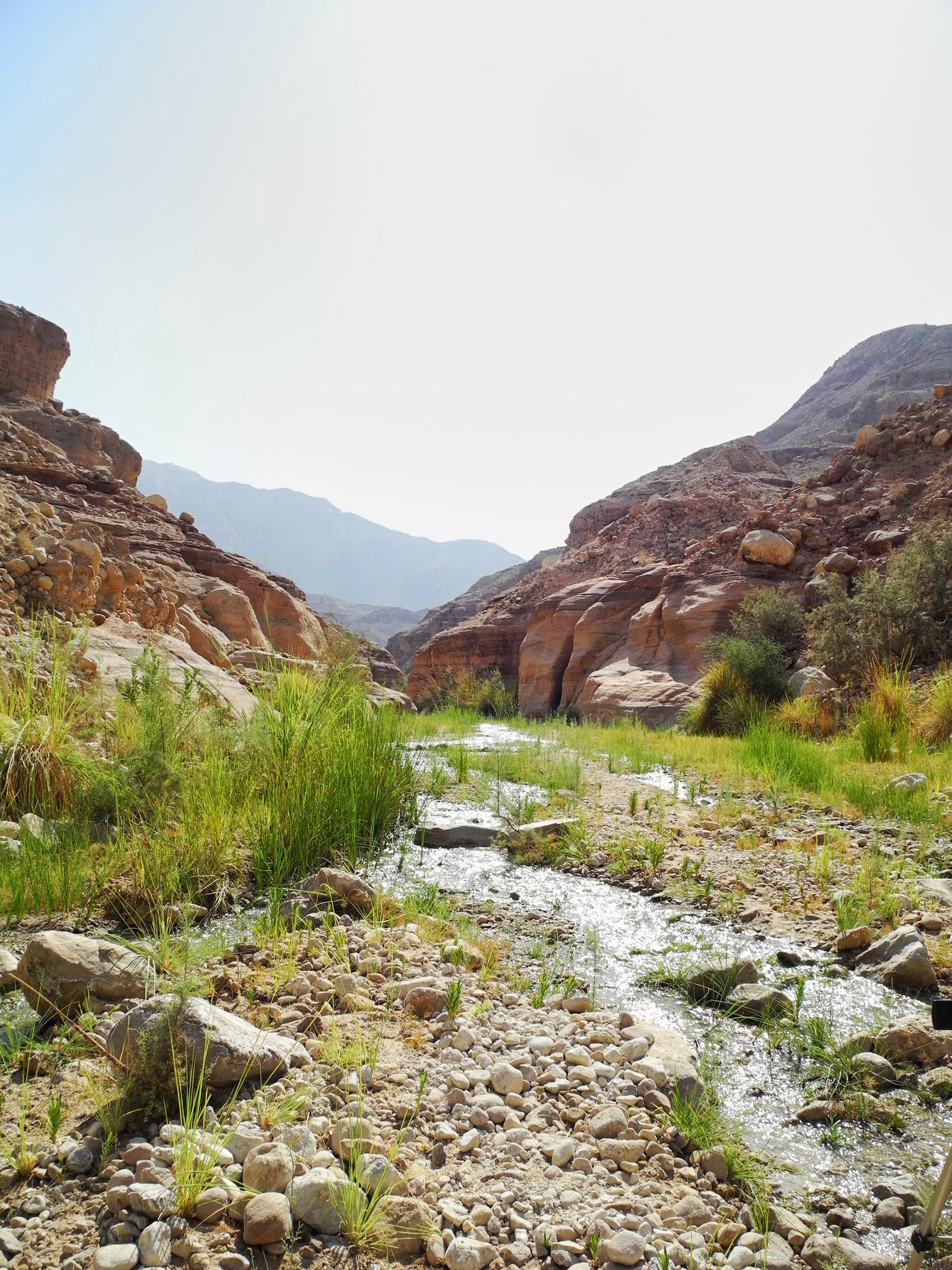
وادي نميره
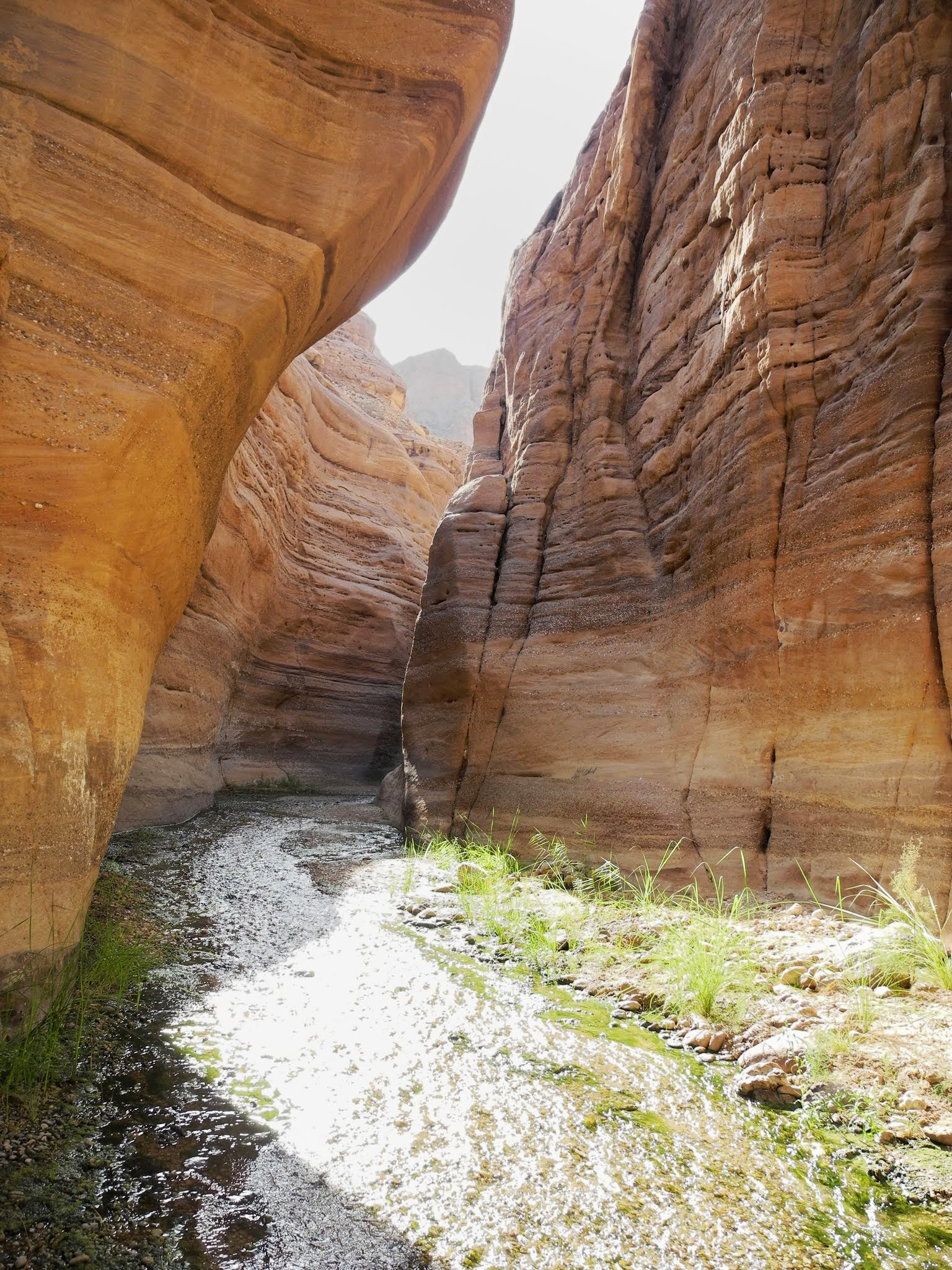
سيق وادي نميرة
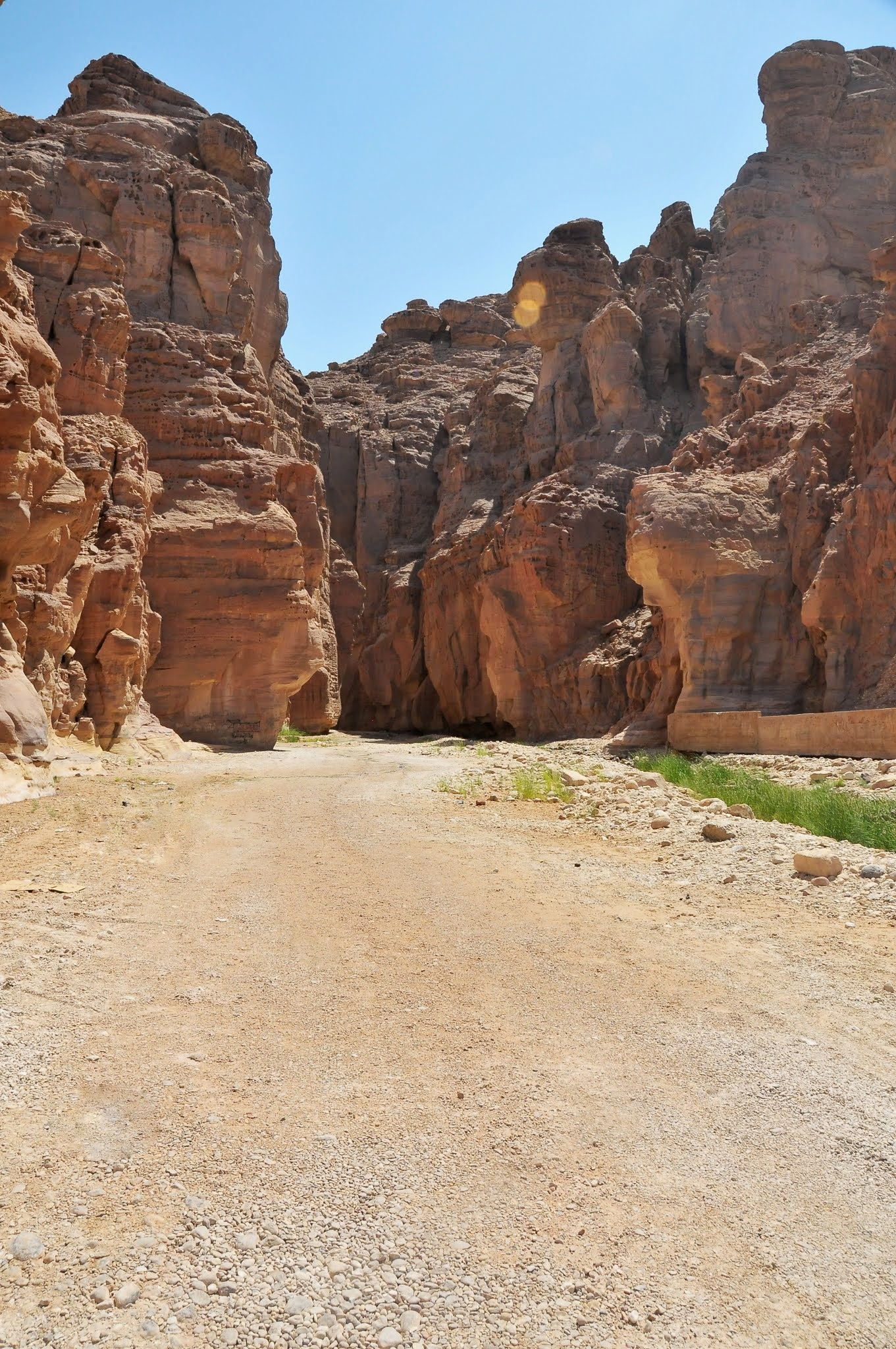
نقطة بداية الممر
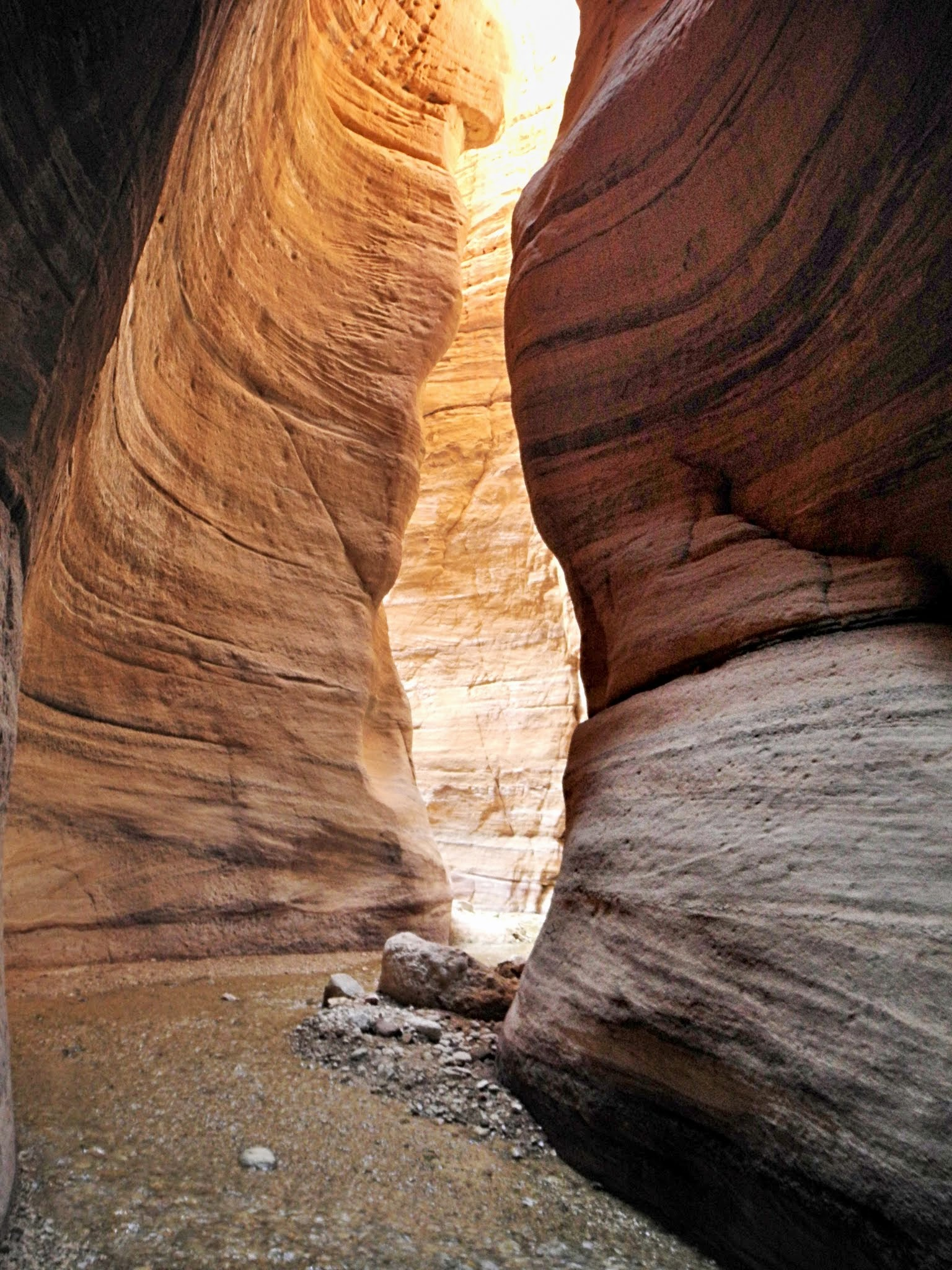
وادي نميرة داخل السيق

يدخل الوادي البحر الميت في موقع 280 م تحت مستوى سطح البحر على شاطئ البحر الميت. هنا يتدفق النهر بجوار الموقع الأثري للنميرة. يؤدي النهر إلى تآكل الموقع الأثري بشكل كبير، مما قد يؤدي إلى تدمير ما يصل إلى ½ المستوطنة الأصلية بسبب التغيرات في مجرى المياه.